# Andromedia
Pour plus de détails, voir Fiche technique et Distribution.
Andromedia (アンドロメディア, Andoromedia) est un film japonais réalisé par Takashi Miike, sorti en 1998.
Le film met en vedette pour la première fois à l'écran les membres du groupe pop japonais féminin SPEED alors au faîte de sa gloire, avec hiro dans le rôle de l'héroïne et Eriko, Takako et Hitoe dans ceux de ses amies, et dans un moindre rôle ceux du groupe pop masculin Da Pump. Il s'agit principalement d'un film de commande en promotion de SPEED. L'héroïne, tuée lors d'un accident, est recrée sous forme numérique par son père scientifique, et des gangsters tentent de s'emparer de cette invention. On note la présence surprenante[non neutre] en tant qu'acteur du célèbre directeur de la photographie Christopher Doyle.

## Fiche technique
- Réalisation : Takashi Miike
- Scénario : Masa Nakamura et Itaru Era
- Production : Kazuya Hamana, Takashi Hirano, Makoto Nakanishi, Toshiaki Nakazawa
- Photographie : Hideo Yamamoto
- Montage : Yasushi Shimamura
- Décors : Akira Ishige
- Pays : Japon
- Langue : japonais
- Durée : 109 minutes
- Date de sortie:
  -  Japon : 11 juillet 1998

## Distribution
- hiro : Mai Hitomi & Ai
- Eriko Imai : Yôko
- Takako Uehara : Rika
- Hitoe Arakaki : Nao
- Kenji Harada : Yuu
- Ryô Karato : Satoshi Takanaka
- Christopher Doyle : Sakkaa
- Tomorowo Taguchi : Gôda
- Issa Hentona : Tooru
- Shinobu Miyara : Hiroyuki
- Yukinari Tamaki : Kazuma
- Ken Okumoto : Daiki
- Anna Ide : Mai enfant
- Akihiro Yoshikawa : Yuu enfant
- Kazuki Kitamura : Sada
- Michelle Gazepis : Secrétaire de Sakkaa
- Hiromi Suzuki  : La mère de Mai
- Naoto Takenaka : Kurosawa
- Tsunehiko Watase : Toshihiko Hitomi, père de Mai et créateur d'Ai

## Bande originale
Albums de SPEED
Rise
(29 avril 1998) Moment
(16 déc. 1998)
Singles
1. Alive
Sortie : 1er juillet 1998

Andromedia Original Soundtrack est l'album de la bande originale du film Andromedia, composé par Hiromasa Ijichi (sauf trois titres), sorti le 5 août 1998 sur le label Toy's Factory. Il atteint la 10e place du classement des ventes de l'oricon.
Il est généralement attribué au groupe SPEED, vedette du film, bien qu'il n'y interprète que la chanson originale Alive, sortie en single un mois auparavant (l'album contient cependant une version remixée sans couplets de la chanson Luv Vibration de son premier album Starting Over). L'album contient deux autres chansons, Move On par un chanteur non crédité, et Feelin’ Good ~It’s Paradise~ par le groupe masculin DA PUMP sortie en single un an auparavant. Les autres titres sont instrumentaux.
Toute la musique est composée par Hiromasa Ijichi et arrangée par Yasutaka Mizushima, sauf pistes n°4 et 8 composées par Yasutaka Mizushima, et n°13.
| 1.  | Alive (Ai no teema) (ALIVE (愛のテーマ))           |                      |  |
| 2.  | Tôi natsu (遠い夏)                                 |                      |  |
| 3.  | Birth                                              |                      |  |
| 4.  | Memory Road                                        |                      |  |
| 5.  | Alive (Higeki no teema) (ALIVE (悲劇のテーマ))     |                      |  |
| 6.  | Move On (MOVE ON)                                  | Chanteur non crédité |  |
| 7.  | Re-birth                                           |                      |  |
| 8.  | Chase in the woods                                 |                      |  |
| 9.  | Alive (Yû no teema) (ALIVE (ユウのテーマ))         |                      |  |
| 10. | Luv Vibration (Andromedia Mix) (...ANDROMEDIA MIX) |                      |  |
| 11. | Sakura no teema (桜のテーマ)                       |                      |  |
| 12. | Reset                                              |                      |  |
| 13. | Feelin’ Good ~It’s Paradise~                       | DA PUMP              |  |
| 14. | Merry Go Round                                     |                      |  |
| 15. | Alive (Mai no teema) (ALIVE (舞のテーマ))          |                      |  |
| 16. | Theme of you & Ai                                  |                      |  |
| 17. | Alive (ALIVE)                                      | SPEED                |  |
| 18. | Alive (Music Box) (ALIVE...)                       |                      |  |